# SNK Dinamo Kapela Dvor
Sportski nogometni klub Dinamo Kapela Dvor hrvatski je nogometni klub iz Kapela Dvora, općina Lukač, Virovitičko-podravska županija. U sezoni 2022./23. natječe se u 1. ŽNL Virovitičko-podravskoj.
SNK Dinamo svoje utakmice igra na stadionu Kurija koji je dobio ime po glavnom sponzoru Kurija Janković na kojem privlači veliki broj ljubitelja nogometa s područja županije.

## Uspjesi kluba
- Kvalifikacije za popunu 1. ŽNL - pobjednik
- 2021./22. – 2. mjesto 2. ŽNL zapad
- 2020./21. – 4. mjesto 2. ŽNL zapad
- 2019./20. – 11. mjesto 2. ŽNL zapad
- 2018./19. – 9. mjesto 2. ŽNL zapad
- 2017./18. – 1. mjesto 3. ŽNL zapad - pobjednik
- 2016./17. – 5. mjesto 3. ŽNL zapad

## Vanjske poveznice
- Službena Facebook stranica

Nedovršeni članak NK Dinamo Kapela Dvor koji govori o hrvatskom nogometnom klubu treba dopuniti.  Dopunite ga prema pravilima Wikipedije. 